# Frukost i ateljén
Frukost i ateljén (franska: Le déjeuner dans l'atelier) är en oljemålning av den franske konstnären Édouard Manet. Den målades 1868 och ingår sedan 1911 i Neue Pinakotheks samlingar i München. 
Målningen domineras av porträttet av den 16-årige Léon Leenhoff (1852–1927) som var Manets styvson, kanske även biologiske son. Pojkens mor, pianisten Suzanne Leenhoff, gifte sig med Manet 1863 men hade då haft en relation med konstnären i flera år. I bakgrunden porträtteras ytterligare två personer, ibland angivna som Suzanne Leenhoff och Manet själv. Mannen har också identifierats som konstnären Joseph-Auguste Rousselin. 
Målningen utfördes sommaren 1868 som paret Manet-Leenhoff tillbringade i den franska kustorten Boulogne-sur-Mer. Den visar vardagsrummet i det hus familjen hyrde. Vid ungefär samma tidpunkt arbetade Manet på Balkongen vars komposition har flera likheter med Frukost i ateljén: tre personer som poserar utan att interagera. De båda målningarna ställdes ut på Parissalongen 1869 där de fick ett mycket negativt mottagande. 